# Бачинський Любомир Іванович
Бачи́нський Любомир Іванович (нар. 12 грудня 1934, с. Лашківка Чернівецької області) — український хімік в діаспорі, доктор хімії (1966).

## Біографія
На початку Другої світової війни з батьками виїхав до Німеччини. Навчався на медичному факультеті у Парижі, закінчив Католицький університет у Лювені (Бельгія, 1958).
Був головою української студентської громади в Парижі (1954—1955). У 1958–1961 роках працював асистентом з аналітичної хімії фармацевтичного факультету в університеті у Лювені. У 1961 році переїхав до Канади, згодом — США. Здобув докторат із хімії в Монреальському університеті, продовжував дослідження в Массачусетському технологічному інституті (Кембридж, США), Мак-Майстер університету (Гемілтон, Канада). У 1971—1996 роках — директор лабораторії мас-спектрометрії фармацевтичної фірми «Апджон» (Каламазу, шт. Мічиган, США). Дослідження у галузі органічної мас-спектрометрії. Член «Зарева» та низки американських наукових товариств.